# 疏晶楼梯草
疏晶楼梯草（学名：Elatostema hookerianum）是荨麻科楼梯草属的植物。分布于印度、锡金以及中国大陆的西藏、云南等地，生长于海拔1,500米至2,400米的地区，多生于山地常绿阔叶林中，目前尚未由人工引种栽培。